# Синьо лято
„Синьо лято“ (на испански: Verano Azul) е известен испански телевизионен сериал (19 епизода, 1981 г.) на режисьора Антонио Мерсеро. Описва приключенията на група приятели, деца и младежи, на ваканция в Нерха, малко градче на крайбрежието на Андалусия.
Тайфата се състои от пет момчета и две момичета, на възраст между осем и седемнадесет години, както и двама възрастни: художничка и пенсиониран моряк.
Сериалът жъне огромен успех по време на първото си излъчване в Испания и оттогава насам е гледан от над 20 милиона зрители. Персонажите от филма стават любими герои на милиони деца по света. Сериалът е излъчен в цяла Латинска Америка, в Португалия, Ангола, България, Полша и Югославия.
Филмът разглежда темите за приятелството, безметежността на детството и отношенията с родителите. Сериалът остава скъп спомен за поколението, израсло в края на 70-те и началото на 80-те години на XX век.
В самата Испания, освободена от консервативната диктатура на Франциско Франко едва няколко години по-рано, сериалът открито поставя деликатни въпроси, като развода, свободата, правото на протест, спекулациите с имоти, опазването на околната среда, конфликтите между поколенията. Филмът е критикуван за тази прямота, проявена не само в подбора на темите, но и в използваните езикови изразни средства: не са цензурирани изрази, характерни за разговорната реч и възрастта на героите.

## Епизоди
1. Срещата
2. Не убивайте моята планета
3. Панчо Панса
4. Ева
5. Може би
6. Усмивката на дъгата
7. Беатрис мон амур
8. Посетителят
9. Пришълецът
10. Пещерата на зелената котка
11. Бутилките
12. Плесницата
13. Хладно оръжие
14. Последното представление
15. Идолът
16. Джамбурето на татко
17. Няма да ни изгоните оттук
18. Нещо в душата умира
19. Краят на лятото

## Герои
- Чанкете: (Антонио Ферандис) – старият моряк, живеещ в бивш рибарски кораб, пренесен на сушата и преустроен като къща.
- Тито: (Мигел Ховен) – най-малкият в групата. Другар на Пираня и брат на Беа.
- Беа (Беатрис): (Пилар Торес) – сестра на Тито и красавицата на групата, за чиято безкористна обич се съревновават Хави и Панчо.
- Хави (Хавиер): (Хуан Хосе Артеро) – лидерът на тайфата. Горд и независим, често в конфликт с баща си, вярва в „твърдата ръка“ и в старите идеали.
- Панчо: (Хосе Луис Фернандес) – доставчик на мляко в магазина за хранителни стоки на леля и чичо му, с които живее, защото родителите му са починали.
- Пираня: (Мигел Анхел Валеро) – истинското му име е Манолито, а прякорът му се дължи на пословичната му лакомия. Остроумен и начетен, Пираня обикновено е в компанията на Тито.
- Кике: (Херардо Гаридо) – по-голям от Тито и Пираня, но по-малък от Хави и Панчо, Кике не е много ясно изявен герой.
- Деси (Десита): (Кристина Торес) – „грозното“ момиче, неразделна приятелка на Беа. Родителите ѝ са разведени, което е нещо ново и необичайно за епохата.
- Хулия: (Мария Гаралон) – самотна художничка на почивка в селото.

## В България
Сериалът е излъчен за първи път през 1984 г. по Българската телевизия (Първа програма), а след това през 1986 г., 1988 г. и 1991 г. с дублаж в превод на Наташа Величкова, Румяна Чултарска, Владимир Кобаков и Велуна Яворска. През 2006 г. сериалът е излъчен по Евроком с втори дублаж в превод на Румяна Попова. След това е излъчван през 2010 г., 2012 г. 2013 г. и 2015 г. по БНТ с трети дублаж в превод на Кати Бобева и Александра Шивачева.
В квартал „Симеоново“ в София има улица „Синьо лято“ (Карта), наречена на сериала по инициатива на децата от квартала.

## Любопитно
Сериалът е планиран с 20 епизода. Заснети са и сцени за още един епизод, наречен „Екскурзията“, който е трябвало да бъде 16-и по ред, но поради лошото време и технически проблеми той остава недовършен.
Корабът на Чанкете „La Dorada“, построен специално за сериала на един хълм близо до морето, бива разрушен в края му, но в градчето Нерха е изложено негово копие близо до парка „Синьо лято“.
Актрисите на Беа и Деси, които в сериала са приятелки, всъщност са истински сестри.
Началото на серията, когато децата карат колелета, сцената със загубената гривна и краят на серията, когато Хулия маха за сбогом на Панчо, се снимани на пристанището в Мотрил.
Много от местата, на които е заснета серията, все още съществуват в същия си вид като кръчмата на Фраско, квартирите на героите, пещерата, фарът и др.